# Дитрих фон Хюнебург
Дитрих фон Хюнебург (на немски: Dietrich von Hüneburg; † 1155/пр. 1159) от род Близкастел, е граф на Хюнебург и ландграф в Долен-Елзас (1135). Резиденцията на фамилията фон „Хюнебург“ е във Вогезите в Долен Елзас. Прародител е на графовете на Хомбург.

## Произход
Той е син на граф Готфрид I фон Близкастел († сл. 1127). Внук е на граф Готфрид III фон Близгау († сл. 1098) и Матилда фон Люксембург († 1070), дъщеря на граф Конрад I фон Люксембург († 1086) и Клеменция Аквитанска († 1142). Племенник е на Фолмар фон Хюнебург († сл. 1133). Брат е на граф Фолмар I фон Близкастел († сл. 1179), женен за графиня Клеменция фон Мец († сл. 1179), и Фридрих I († сл. 1131), граф на Саарверден, и на Хедвиг фон Близкастел, омъжена за Герхард, бургграф на Ринек и Майнц († сл. 1127).
Графовете на Близкастел измират през 1237 г.

## Фамилия
Дитрих фон Хюнебург се жени за Аделхайд фон Хабсбург (fl 1155), дъщеря на граф Ото II фон Хабсбург († 1111), ландграф в Горен-Елзас. Те имат четири деца:
- Готфрид фон Хюнебург († сл. 1175), граф на Хюнебург, ландграф в Елзас, женен за фон Саарбрюкен, дъщеря на граф Зигберт II фон Саарбрюкен († пр. 1118) и съпругата му фон Франкенбург
- Ото фон Хюнебург (* пр. 1153; † сл. 1181), граф на Хюнебург 1153/1181
- Дитрих фон Хомбург (* пр. 1152; † сл. 1182), граф на Мербург и Хомбург
- Аделхайд фон Хюнебург, омъжена за граф Зигберт III фон Верд († 1189/1191), син на граф Зигберт II фон Саарбрюкен († ок. 1130)